# 挪威鎮區 (堪薩斯州里帕布利克縣)
挪威鎮區（英語：Norway Township）為美國堪薩斯州里帕布利克縣轄下的鎮區。2010年美国人口普查中此鎮區人口有143人。

## 歷史
挪威鎮區設立於1871年。

## 地理
挪威鎮區涵蓋總面積為93.2平方（35.97平方英里），其中陸地面積為92.4平方（35.66平方英里），水域面積為0.80平方（0.31平方英里）或0.86%。海拔高度427（1,401英尺）。

## 人口統計
根據2010年美國人口普查，挪威鎮區人口有143人，其中男性有67人，女性有76人，人口密度為每平方公里1.54人，住房計71戶。鎮區內的白人有143人，非裔美國人有0人，美洲原住民有0人，亞裔美國人有0人，太平洋島裔美國人有0人，其他種族有0人，混血種族則有0人。此外鎮區內有0人為西班牙裔或拉丁裔美國人。此鎮區之年齡中位數為52.3歲，而男性年齡中位數為53.9歲，女性年齡中位數為51歲。

## 交通

### 主要公路
- 148號堪薩斯州州道